# Jiří Kolšovský
Jiří Kolšovský (13. července 1955[zdroj?] – 17. srpna 1998) byl český hudebník. Zpíval a hrál na kytaru v hudební skupině Dunaj. Zemřel v roce 1998 na zástavu srdce. Ačkoliv se hudební skupina krátce před Kolšovského smrtí rozpadla, její členové jsou aktivní ve velkém množství jiných skupin.

## Hudební tvorba
Jako hlavní místo působení si vybral město Brno. Jeho kmenovou kapelou byla kapela Ylo – Africký slon, do povědomí se však charizmatický zpěvák dostal především díky působení v kultovní kapele Dunaj. V ní hrál na kytaru a zpíval.
Jeho skřehotavý hlas byl nezaměnitelný. Rozsahem jeho tvorby byla hra na kytaru, skladba a samozřejmě zpěv. S kapelou Dunaj byl u vydání následujících alb:
- Rosol (Pavian Records 1991, reedice Indies records 2001)
- Dudlay (Bonton 1993)
- Dunaj IV (Rachot-Béhémot 1995)
- Pustit musíš (Rachot-Béhémot 1995)
- La la lai (Rachot-Béhémot 1996)

## Osobní život
Podle svých uměleckých přátel byl respektovanou a výraznou osobností, a to navzdory tomu, že bojoval se závislostí na alkoholu. Zemřel 17. 8. 1998 v Brně ve věku 43 let.